# Кубок Латвии по футболу 1999
Ку́бок Ла́твии по футбо́лу 1999 года — 58-й розыгрыш Кубка Латвии по футболу.

## 1/8 финала
| Дата       | Хозяева                    | Счёт | Гости              |
| ---------- | -------------------------- | ---- | ------------------ |
|            | Мидо-LBB (Рига)            | 0:4  | Рига               |
|            | Динабург (Даугавпилс)      | 7:0  | Стамериена         |
|            | Лоде (Цесисский район)     | 0:7  | Металлург (Лиепая) |
|            | Резекне                    | +:−  | Несте (Рига)       |
|            | Салдус                     | 0:2  | Полицияс ФК (Рига) |
|            | Вентспилс                  | 8:0  | Ауда (Рига)        |
|            | Сконто Металс/Ринар (Рига) | 0:5  | Валмиера           |
| 14.04.1999 | Цесис                      | 0:17 | Сконто (Рига)      |

## 1/4 финала
| Дата       | Хозяева            | Счёт | Гости                 |
| ---------- | ------------------ | ---- | --------------------- |
| 05.05.1999 | Рига               | 3:1  | Динабург (Даугавпилс) |
| 05.05.1999 | Металлург (Лиепая) | 4:0  | Резекне               |
| 05.05.1999 | Полицияс ФК (Рига) | 0:4  | Вентспилс             |
| 05.05.1999 | Валмиера           | 1:4  | Сконто (Рига)         |

## 1/2 финала
| Команда 1 | Итог | Команда 2          | 1-й матч | 2-й матч |
| --------- | ---- | ------------------ | -------- | -------- |
| Рига      | 3:1  | Металлург (Лиепая) | 2:1      | 1:0      |
| Вентспилс | 3:4  | Сконто (Рига)      | 0:1      | 3:3      |

## Финал
| Дата       | Хозяева | Счёт         | Гости         |
| ---------- | ------- | ------------ | ------------- |
| 26.05.1999 | Рига    | 1:1 (п. 6:5) | Сконто (Рига) |

| 26 мая 1999 | \| Рига \| 1:1 (0:1, 1:1) (д. в.) \| Сконто (Рига) \| \| Шарандо 61′ \| Голы \| Землинский 44′ (пен.) \| | Стадион «Даугава», Рига Зрителей: 2 000 Судья: Андрей Сипайло (Даугавпилс) |
| Рига        | 1:1 (0:1, 1:1) (д. в.)                                                                                   | Сконто (Рига)                                                              |
| Шарандо 61′ | Голы | Землинский 44′ (пен.)                                                      |

| Серия пенальти:                                                                                |     | |
| Аксёнов · Козлов · Китто · Нестеренко · Кораблёв · Пумпа · Шарандо · Бальсявичюс · Карашаускас | 6:5 | Михолап · Рубин · Благонадеждин · Землинский · Силагадзе · Бабичев · Колесниченко · Блейделис · Терешкинас |

| Обладатель Кубка Латвии 1999 |
| ---------------------------- |
| «Рига» 1-й титул             |